# Service d'histoire de l'éducation
O Service d’histoire de l’éducation (Serviço de história da educação - SHE) é um laboratório de pesquisa francês, uma unidade parisiense do Institut national de recherche pédagogique (Instituto nacional de pesquisa pedagógica), cuja sede está em Lyon. Depois de ter sido associado ao CNRS de 1989 a 2004, ele está atualmente associado à Escola Normal Superior de Paris, que o aloja.

## Histórico
O Serviço de história da educação foi criado por uma série de decretos (6 de julho de 1970, 5 de julho de 1972, 18 de outubro de 1976) que lhe deram a missão de promover a pesquisa em história da educação. No início ele foi implantado no interior do ministério da Educação nacional, onde ele foi dirigido por altos funcionários: o reitor (recteur d'académie em francês) Maurice Bayen, o reitor  Camille Duquenne, depois Guy Caplat, inspetor geral da administração da Educação nacional e da Pesquisa. Em 1977, ele organizou o Serviço de história da educação como uma unidade de pesquisa e de recursos no interior do Instituto nacional de pesquisa pedagógica, então localizado na  rue d'Ulm, em Paris. Desde esta data, ele é dirigido por Pierre Caspard (diretor adjunto em 2009: Philippe Savoie). Ele reuniu em 2009 uma quinzena de professores-pesquisadores, uma dúzia de pesquisadores associados, e uma rede nacional de professores em exercício no ensino secundário e no ensino superior.}}}}

## Atividades
Como laboratório de pesquisa, o SHE trabalha com temas que muito interessam ao mundo educacional: história dos conteúdos do ensino, das práticas e dos instrumentos pédagogicos, das instituições escolares e universitárias, das políticas educativas. Como instituição de serviço, ele produz recursos, bancos de dados, instrumentos de trabalho, obras de referência (uma centena, até o momento), que ele coloca à disposição dos pesquisadores e do mundo científico. Ele produz a revista Histoire de l’éducation, fundada em 1978, que é a revista de referência nesta área de estudos.}}
Um informativo trimestral traz notícias sobre os novos recursos colocados online pelo SHE em seu site, e sobre os eventos que ele organiza.